# ソ連8月クーデター
ソ連8月クーデター（ソれんはちがつクーデター、ロシア語: Августовский путч ）は、新連邦条約の締結を翌日に控えた1991年8月19日に、ソビエト連邦のモスクワで発生したクーデターである。

## 概説
新連邦条約の締結でソビエト連邦を構成する15の共和国の権限を拡大しようとした改革派のミハイル・ゴルバチョフ大統領に対し、条約に反対するゲンナジー・ヤナーエフ副大統領ら保守派グループがクーデターを起こすが、ロシア共和国のボリス・エリツィン大統領を中心とした市民等の抵抗により失敗に終わり、ソ連の崩壊を招いた。
現在のロシア連邦成立に至った為、1917年にロシア帝国で起きた2月革命（1917年3月12日）や10月革命（1917年11月7日）になぞらえて、ロシア8月革命と呼ぶこともある。別名「8・19クーデター」「8月19日の政変」。

## 内容
ゴルバチョフの3代前の書記長レオニード・ブレジネフの政策は1970年代後半以降徐々に破綻をきたし、中ソ関係や米ソ関係　の更なる悪化を招いた。特に米ソ関係は1979年のアフガニスタンへの軍事介入で決定的に悪化し、デタントは消え去った。

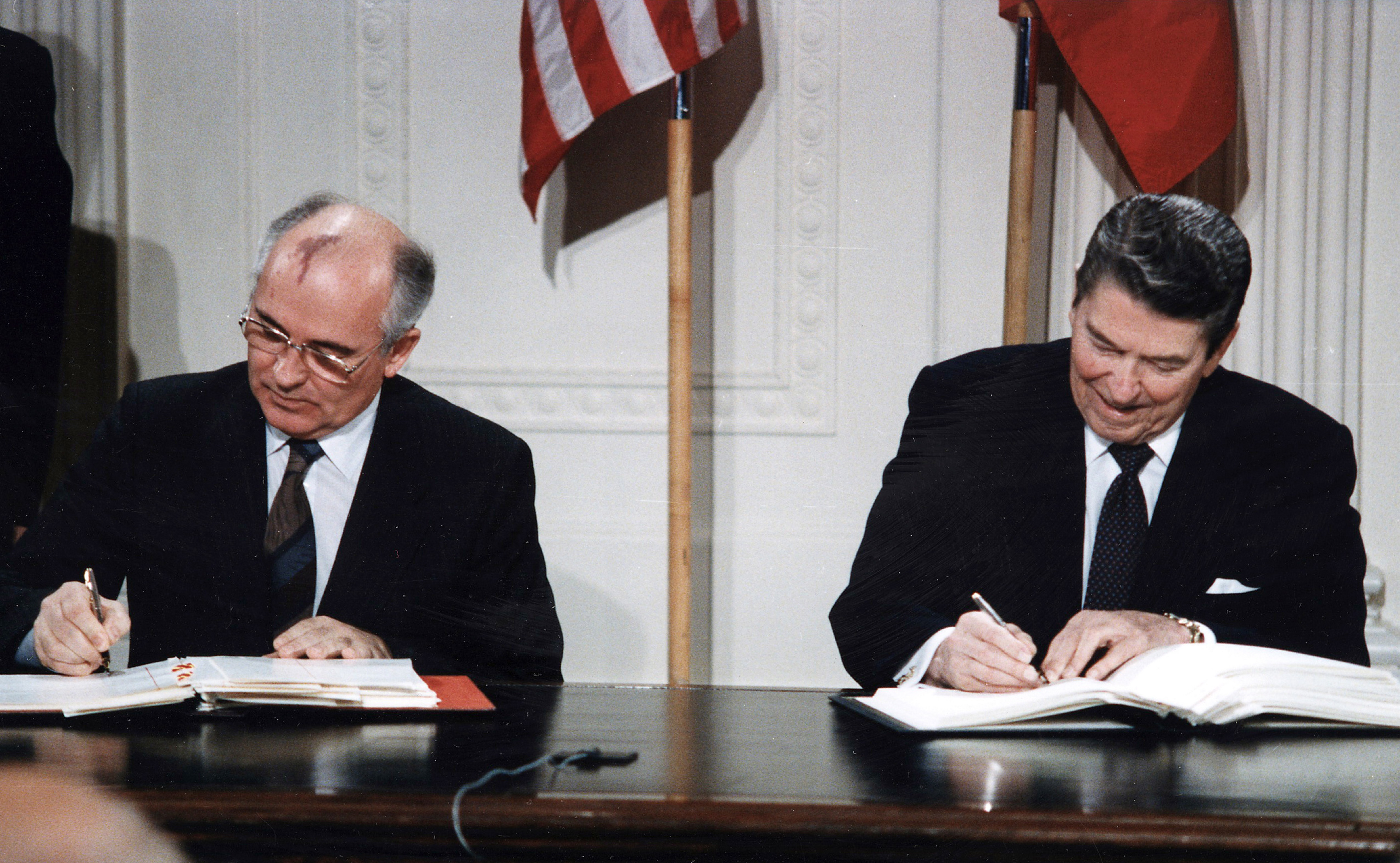
ゴルバチョフ（左）とアメリカのロナルド・レーガン大統領

こうした状況の中で1982年にブレジネフが死去した。その後任となったユーリ・アンドロポフは病弱であったため、1年3ヶ月後の1984年に死去。さらにアンドロポフの後を継いだコンスタンティン・チェルネンコも病弱であり、書記長就任の翌1985年に死去した。チェルネンコの後任の書記長には54歳だったゴルバチョフが就任し、ペレストロイカ（再構築）やグラスノスチ（情報公開）といった国内改革を進めることとなる。
就任直後の1986年に発生したチェルノブイリ原子力発電所事故への対応を巡っては、ソ連指導層に混乱が生じた。事故を隠蔽すべきと考えていた保守派は、現場の自己保身に同調する形で、グラスノスチで情報公開を推し進める改革派のゴルバチョフに対して事故を過少報告した。ところが、スウェーデンのフォルスマルク原子力発電所で黒鉛減速沸騰軽水圧力管型原子炉（RBMK）由来の放射性核種が発見されたニュースがゴルバチョフに知られるに至り、隠し通せなくなった。だが必ずしもソ連の栄誉すべてをかなぐり捨てるつもりではなかったゴルバチョフは、調査に当たったヴァレリー・レガソフらと協議の末、「事故の事実は認めるが、RBMKの設計上の問題は認めない」という保守派にも改革派にも不満の残る対応をとった。レガソフは2年後にこれらの事実を踏まえた告発文を発表、また回顧録を肉声テープで残したうえ、自殺している。
こうした中、ソ連共産党内の改革派からエリツィンたちが台頭してくる。エリツィンはゴルバチョフが保守派と妥協していることを批判したため、1987年にモスクワ市党委第一書記を解任され、さらに1988年2月には政治局員候補から外される。保守派と改革派の対立の土台は1988年のゴルバチョフによる過去の政治批判によりできあがっていた。1988年10月にはアンドレイ・グロムイコ最高会議幹部会議長が辞任し、ゴルバチョフが兼任する。
翌1989年には改革派からはみ出した民主綱領派が結成され、エリツィンがリーダーとなった。これに刺激されるかのように1990年2月に保守派が政策集団「ソユーズ」を結成する。7月の党大会でゴルバチョフが書記長に再選されるが、エリツィンがゴルバチョフの書記長続投に反発し離党。1991年1月13日、ソ連軍のリトアニアへの軍事介入により14人の死者が出た。さらに同月20日にはソ連内務省特殊部隊（OMON）がラトヴィア内務省を襲撃し、5人の民間人を殺害した。ソ連軍のバルト三国への軍事介入に反発するソ連の市民がゴルバチョフの退陣を要求するようになり、軍部に頼るようになったことで国民の支持という点での政権基盤が崩れつつあった。また、経済政策も行き詰まりつつあった。
経済政策の行き詰まりの原因はアメリカにあった。アメリカのロナルド・レーガン大統領による、ソ連のアフガニスタン侵攻に抵抗するムジャーヒディーンの支援とスターウォーズ計画でソ連の軍事費はかさむ一方で、民需による技術開発はなされなかった。宇宙開発競争でアメリカをリードしたニキータ・フルシチョフ時代には「科学先進国」ともされていたソ連だったが、戦勝と資源投入によって得た技術的優位はこの頃にはすっかり失われ、日本やアメリカと比べると10年から20年は遅れている無残な状況となっていた。アメリカに融和的なゴルバチョフは軍民転換（コンヴェルシア）を掲げて従来の計画経済を改革しようとするも、マルタ会談での冷戦終結に伴う大規模な軍縮はアメリカと軍拡競争を行ってきた軍産複合体の既得権益を脅かすこととなり、クーデター側に軍需産業の代表が名を連ねる原因となった。
ゴルバチョフはエリツィンと4月に和睦し、ソ連邦の基本条約に調印した。しかし、ゴルバチョフ政権を支えていた軍部と保守派は、この動きに抵抗した。この頃、ソ連の国民世論はエリツィンら急進改革派支持に傾いていった。1990年4月にはエリツィンら急進改革派が結成した地域間代議員グループに所属するガブリール・ポポフがモスクワ市長に、1991年6月にはアナトリー・サプチャークがレニングラード市長に当選した（ポポフ、サプチャークは後にブレジネフの流れを汲む共産党保守派と一線を画し、共産党を離党する）。また同年6月20日のロシア大統領選挙では、保守派が擁立したニコライ・ルイシコフ前ソ連首相がエリツィンに惨敗したことも保守派を追い詰め、クーデターを引き起こすきっかけとなった。
1991年8月20日に各主権共和国は独立した共和国として共通の大統領、外交、軍事政策下に連合するという新連邦条約に署名する予定だった。保守派は新連邦条約がいくつかの小さな共和国、特にエストニア、ラトビア、リトアニアといった国々の完全独立に向けた動きを促進するだろうという恐れから同条約に反対した。彼らは、新連邦条約は各主権共和国へ権力を過度に分散させすぎたものだと見なした。
クーデターは失敗したが、結果としてソ連共産党は国民からの信頼を失い、のちのソ連崩壊へと繋がっていく。

## 経緯

### クーデター前夜
1991年8月19日、ゴルバチョフ大統領と各主権共和国指導者が新連邦条約に調印する前日、「国家非常事態委員会」を称するグループがモスクワでの権力奪取を試みた。ゲンナジー・ヤナーエフ副大統領を始めとする保守派グループによる体制維持が目的の反改革クーデターはウラジーミル・クリュチコフKGB議長が計画し、ゴルバチョフの別荘の暗号名をとって「あけぼの作戦」とよばれた。委員会の8人のメンバーはヤナーエフ副大統領、クリュチコフKGB議長、ボリス・プーゴ内相、ドミトリー・ヤゾフ国防相、ヴァレンチン・パヴロフ首相、オレグ・バクラーノフ国防会議第一副議長、ワシリー・スタロドゥプツェフソ連農民同盟リーダー、アレクサンドル・チジャコフ国営企業・産業施設連合会会長であった。また、同委員会の正式なメンバーでは無かったが、アナトリー・ルキヤノフソ連最高会議議長は同委員会と密接な関係にあり、謀議に関与していた。

### 8月19日
前日の8月18日の午後5時頃ワレリー・ボルジン大統領府長官ら代表団がクリミア半島フォロスの別荘で休暇中のゴルバチョフに面会を要求、ヤナーエフ副大統領への全権委譲と非常事態宣言の受入れ、大統領辞任を迫ったがゴルバチョフはいずれも拒否、別荘に軟禁された。
国家非常事態委員会は8月19日の午前6時半にタス通信を通じて「ゴルバチョフ大統領が健康上の理由で執務不能となりヤナーエフ副大統領が大統領職務を引き継ぐ」という声明を発表する。反改革派が全権を掌握、モスクワ中心部に当時ソ連の最新鋭戦車であったT-80UDの戦車部隊が出動し、モスクワ放送は占拠された。（当時、アナウンサーは背中に銃を突きつけられた状態で放送をしていたという）。ソ連のテレビ局は国家非常事態委員会の検閲により放送内容を制限され、国家の最高指導者の死亡時に放映される「白鳥の湖」が流され続け、ニュースを見ることが出来なかった。
午前11時になるとロシア共和国のエリツィン大統領が記者会見を行い「クーデターは違憲、国家非常事態委員会は非合法」との声明を発表する。エリツィンはゴルバチョフ大統領が国民の前に姿を見せること、臨時人民代議員大会の招集などを要求、自ら戦車の上で旗を振りゼネラル・ストライキを呼掛け戦車兵を説得、市民はロシア共和国最高会議ビル（別名：ホワイトハウス）周辺にバリケードを構築した。また市民は銃を持ち火炎瓶を装備、クーデター派ソ連軍に対し臨戦態勢を整えた。クーデターには陸軍最精鋭部隊と空軍は参加しなかった。

### 諸外国の反応
このニュースは世界各国にも伝わった。リビアのムアンマル・アル＝カッザーフィー大佐、イラクのサッダーム・フセイン大統領、セルビア（ユーゴスラビア）のスロボダン・ミロシェヴィッチ幹部会議長、パレスチナのヤーセル・アラファート議長は国家非常事態委員会の支持を表明した。
一方、アメリカのジョージ・H・W・ブッシュ大統領は国家非常事態委員会を否定し、エリツィンとゴルバチョフらの改革派を支持した。イギリスのジョン・メージャー首相とフランスのフランソワ・ミッテラン大統領も同じだった。日本の海部俊樹首相は、ソ連内の情報ルートがなかったことによりクーデターの先行きを把握できず、保守派が政権を奪取した場合を考慮しクーデター発生当初は態度を明確にしなかったが、後にクーデターを非難し、改革派への支持を表明した。
午後10時をすぎると戦車10台がエリツィン側に寝返った。1万人の市民がロシア最高会議ビル前に篭城した。KGBのアルファ部隊は保守派からロシア最高会議ビル奪取命令を下されたがそれに従わなかった。北部ロシアの炭鉱でも改革派を支持する労働者によるストライキが発生し、エストニアでは独立宣言が出された。レニングラード（現・サンクトペテルブルク）では改革派のアナトリー・サプチャーク市長が市のコントロールを奪回した。

### 国家非常事態委員会の失態
翌8月20日12時頃、ロシア政府ビル前に市民10万人が集結し「エリツィン!、ロシア!、エリツィン!、ロシア!」のシュプレヒコールをあげた。労働者ストライキが全国で発生し、市民デモも多発。一部では流血事態が発生した。21日の午前0時になると戦車隊がロシア政府ビルへ前進、市民と衝突し火炎瓶を装甲車に投げつけるも、装甲車に飛び乗った市民を振り落とす等で3名が死亡する。午前4時頃、軍とKGBの150戦車隊の一部がバリケードの突破で小競合いとなる。ロシア側は発砲を許可し戦車2台を破壊、10数名の市民が死亡した。午前5時に国家非常事態委員会は戦車部隊の撤収を決定。交渉により軍は当面事態を静観すると確約する。午前11時頃、ロシア最高会議は国家非常事態委員会に対して夜10時までに権力の放棄を求める最終通告を行う。この通告に動揺したせいかは定かではないが国家非常事態委員会の一部メンバーが辞任を表明、ヤナーエフ副大統領は飲酒の果てに泥酔して執務不能の状態にあった。午前11時40分、国家非常事態委員会の実質的リーダーであるクリュチコフKGB議長がエリツィンにゴルバチョフ大統領との話し合いを申し出る。ロシア最高会議はイワン・シラーエフ首相を代表に任命、ゴルバチョフ救出のためクリミアに派遣することを決定した。

### クーデター失敗とソ連共産党の失墜
午後1時53分、エリツィンはクーデターが未遂に終わったことを宣言した。クーデターは文字通り「三日天下」に終わり、午後2時になると国家非常事態委員会のメンバーがソ連国内から逃亡を始め（プーゴ内相は拳銃・アフロメーエフ元参謀総長は首吊り自殺）、エリツィンはメンバーの拘束指令を発する。午後4時20分にはヤゾフ国防相が全部隊のモスクワへの撤退命令をニュース放送で行う。午後4時55分にロシア代表団がクリミア半島に到着してゴルバチョフと面会、午後9時にはモスクワ放送が復活した。ゴルバチョフ氏の側近によると氏の失脚を謀った一味はミサイル発射用の暗号と遠隔操作で発射を可能にする通信装置を収めたブリーフケースを保持していたとされるが、その一方で、ゲンナジー・パブロフ戦略ロケット軍元大佐の証言によればブリーフケースに収められた装置は奪取される前に無効化の措置が取られていたとされる。
8月22日の午前2時55分に攻撃を避けるための人質としてクリュチコフを帯同したゴルバチョフが搭乗したアエロフロートの特別機がモスクワのブヌコヴォ空港に到着した。クーデターの関係者は逮捕されたが、その首謀者たちはゴルバチョフの側近だったため、皮肉にもゴルバチョフ自身を含むソ連共産党の信頼は失墜していた。午後0時にエリツィンはクーデターに対する勝利宣言を行う。これには市民20万人が参加したが、ゴルバチョフが姿を見せることはなかった。夕方にゴルバチョフは外務省のプレスセンターで記者会見を行う。同日夜になると、モスクワ中心街で共産党の活動禁止を要求するデモが行われた。

### ソ連共産党解体
翌日の8月23日、ゴルバチョフはロシア最高会議で今後のソビエト連邦と共産党に関する政見演説を行うが、議員たちは彼の演説に耳を傾けることはなかった。エリツィンはソ連共産党系のロシア共産党の活動停止を命じる大統領令に署名を行う。翌8月24日、ゴルバチョフはソ連共産党書記長を辞任、資産を凍結し党中央委員会の自主解散を要求。ロシアはエストニアとラトビアの独立を承認した。
クーデターからおよそ10日後の8月28日、ソ連最高会議の臨時両院（連邦会議・民族会議）合同会議がパヴロフ首相の不信任案を可決し、共産党の活動全面停止を決定。クーデターを支持した「プラウダ」等の共産党系新聞5紙が発禁処分となった。また、クーデターを支持したとしてタス通信やノーボスチ通信の社長も解任された。

## 余波

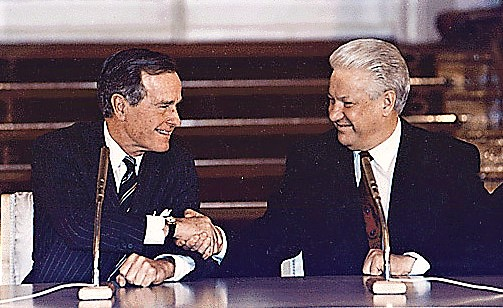
エリツィン（右）とアメリカのジョージ・H・W・ブッシュ大統領（左）

クーデターの後、新連邦条約についての交渉がまた新たに始まった。ソ連およびアメリカは、9月6日にバルト三国の独立を承認。ゴルバチョフはモスクワ帰還後数か月の間、なおも政権の安定と合法性を取り戻す為の努力を行ったがそれは不発に終わることとなる。11月に7共和国が主権共和国連邦結成の条約に合意したが、ソ連内でも有数の工業国であるウクライナが参加しなかったため、エリツィンはロシアの利益を優先し合意を破棄した。エリツィンはロシアが他の共和国の厳しい経済に対する責任を負うことになると考えたため、ロシアの新条約への参加は考えられなかった。ソ連共産党が存在しない状態では、もはや連邦を構成する共和国を協調させることはできなかった。
12月8日にエリツィンおよびベラルーシのスタニスラフ・シュシケビッチ最高会議議長、ウクライナのレオニード・クラフチュク大統領が、ベラルーシのベロヴェーシの森の旧フルシチョフ別荘で秘密裏に会合をもった。ここで彼らは、3国がソ連邦を設立した1922年の連邦結成条約からの離脱と、独立国家共同体（CIS）の創設に合意した（ベロヴェーシ合意）。中央アジア、アルメニアおよびアゼルバイジャンの5共和国を含め独立国家共同体を拡張するための署名式は、12月21日にカザフスタンのアルマアタで執り行われた。他方グルジアは、ゴルバチョフの親友であったエドゥアルド・シェワルナゼがグルジア大統領となる1993年（ただし、1992年に国家評議会議長に就任しており、正式に大統領となったのは1995年）まで、これに参加しなかった。
構成国の相次ぐ独立により、ソビエト連邦は1991年12月25日に消滅した。ゴルバチョフが1985年12月25日にエリツィンをモスクワ市党委員会第一書記に任命してからちょうど6年後のことだった。

## インターネットによる変革の先駆け
この8月クーデターが失敗に終わった原因として、当時はまだ普及していなかったインターネットがもたらしたと AFP は分析している。
放送局も新聞社も保守派によって占拠され情報統制されている中、エリツィン率いる改革派は打つ手なしだった。しかし1990年に、当時ソ連の専門家が開発していた電子メールシステム｢RelCom｣から、電子ファイルを電話回線を用いてフィンランドに送信する際、何らかの原因で Usenet に漏洩していたという経緯があった。そこでまず誰かがエリツィンの声明をファックスで受け取り、このネットワークを介して西側諸国に流した。
西側のテレビが情報源を明らかにしたにもかかわらず、KGBは全く動かなかったという。クーデターの数週間前には KGB が RelCom 制作チームのオフィスに乗り込んだものの、モデムなどの役割がわからず、機材の押収やメンバーの逮捕なども行なわずに立ち去っていた。
クーデターから数ヶ月後に、RelCom制作チームの一人から事の次第を知ったエリツィンが、｢新聞もラジオもテレビも機能していなかった。それでも国民は（自分の声明を）知っていた。君たちのおかげだったのか!｣と驚き感謝している。

## 評価
クーデターが結果的にソ連崩壊に繋がったことから、ロシア国内における評価は分かれている。2016年に行われた世論調査では、「守旧派が権力を奪っていれば国はどうなったか」の質問に17%が「より良くなっていた」と回答。「より悪くなっていた」と回答したのは26%、「分からない」は56%だった。2021年の世論調査では「誰が正しかったのか」という質問に対し、「どちらも正しくない」が66%、「国家非常事態委員会」が13%、「エリツィンら民主派」が10％となっている。
ロシア国内では、国家非常事態委員会のメンバーに対し同情的な意見もあるが、それでもこのようなクーデターは認められないという評価が世論の大勢を占めている。